# 鹿児島県道312号島平酔尾線
鹿児島県道312号島平酔尾線（かごしまけんどう312ごう しまびらえのおせん）は、鹿児島県いちき串木野市を通る一般県道である。

## 概要
いちき串木野市西島平町から同市照島を結ぶ。
この県道に標識はない。

### 路線データ
- 起点：鹿児島県いちき串木野市西島平町
- 終点：鹿児島県いちき串木野市照島（酔ノ尾交差点、国道3号交点）

## 地理

### 通過する自治体
- いちき串木野市

### 交差する道路
| 交差する道路 | 交差する場所 | 交差する場所        |
| ------------ | ------------ | ------------------- |
| 国道3号      | 照島         | 酔ノ尾交差点 / 終点 |

### 沿線
- 屋敷港
- いちき串木野警察署